# Stjernswärd
Stjernswärd (stundtals även stavat Stiernswärd respektive Stjernsvärd) är en svensk adelsätt. Den hette före adlandet Ahlberg.
Ättens stamfader är en borgare i Alingsås vid namn Anund som levde på 1600-talet. En ättling till honom var Söfring Ahlberg, vars son Bengt Söfringsson Ahlberg var underofficer vid skånska kavalleriet och stupade under Karl XII:s krig. Han var gift två gånger, första gången med en kvinna ur den adliga ätten Kafle. Hans son Rudolf Hodder Ahlberg tog efter studier vid Lunds universitet värvning i armén där han sedermera steg till rangen av överste. Han adlades 1762 under namnet Adelhierta, och år 1768 adlades han av tyske kejsaren med det namnet. Ätten introducerades dock år 1776 på svenska Riddarhuset med namnet Stjernswärd, och nummer 2053. Rudolf Hodder Stjernswärd skrev sig till Wellsjö och Åkerholm. Han var gift med Vendela Margaretha Skytte af Sätra, vars mor var en Kruse af Verchou, som förde Ängeltofta till släktens ägo. Ätten fortlevde med sonen Carl Georg Stjernswärd, som vid sidan av sin militära karriär var en berömd jordbrukare vid mödernearvet Ängeltofta. Från honom och hans hustru Anna Pettersson härstammar alla senare ättmedlemmar.
Ätten innehar idag bland annat Vittskövle slott och Sövdeborg.